# Duitstalige Gemeenschapsverkiezingen 2004
De Duitstalige Gemeenschapsraadverkiezingen 2004 zijn verkiezingen voor het Parlement van de Duitstalige Gemeenschap. Ze werden gehouden in de Belgische Duitstalige Gemeenschap op zondag 13 juni 2004. Deze verkiezingen werden gelijktijdig gehouden met de verkiezingen voor het Brusselse hoofdstedelijke gewest, het Vlaamse gewest en het Waalse gewest en met de Europese verkiezingen.

## Uitslagen
| Partij               | Partij               | Partij               | 2004    | 2004  | 2004   | 1999    | 1999  | 1999   | verschil | verschil | verschil |
| Partij               | Partij               | Partij               | stemmen | %     | zetels | stemmen | %     | zetels | stemmen  | pp       | zetels   |
| -------------------- | -------------------- | -------------------- | ------- | ----- | ------ | ------- | ----- | ------ | -------- | -------- | -------- |
|                      | CSP                  | lijst                | 11.905  | 32,79 | 8      | 12.822  | 34,78 | 9      | -917     | -1,99    | -1       |
|                      | PJU-PDB              | lijst                | 4.243   | 11,69 | 3      | 4.379   | 12,86 | 3      | -136     | -1,17    | 0        |
|                      | SP                   | lijst                | 6.903   | 19,01 | 5      | 5.519   | 14,97 | 4      | 1.384    | 4,04     | 1        |
|                      | PFF                  | lijst                | 7.615   | 20,98 | 5      | 7.860   | 21,32 | 6      | -245     | -0,34    | -1       |
|                      | Vivant               | lijst                | 2.665   | 7,34  | 2      | 1.228   | 3,33  | 0      | 1.437    | 4,01     | 2        |
|                      | Ecolo                | lijst                | 2.972   | 8,19  | 2      | 4.694   | 12,73 | 3      | -1.722   | -4,54    | -1       |
| Totaal Geldig        | Totaal Geldig        | Totaal Geldig        | 36.303  | 100   | 25     | 36.862  | 100   | 25     | -559     | 0        | 0        |
| Blanco & Ongeldig    | Blanco & Ongeldig    | Blanco & Ongeldig    | 4.594   | 11,23 |        | 3.787   | 9,32  |        | 807      | 1,91     |          |
| Totaal Stemmen       | Totaal Stemmen       | Totaal Stemmen       | 40.897  | 100   |        | 40.649  | 100   |        | 248      | 0        |          |
| Absenteïsme          | Absenteïsme          | Absenteïsme          | 5.078   | 11,04 |        | 5.000   | 10,95 |        | 78       | 1,56     |          |
| Ingeschreven Kiezers | Ingeschreven Kiezers | Ingeschreven Kiezers | 45.975  | 100   |        | 45.649  | 100   |        | 326      | 0        |          |

## Verkozenen
- Parlement van de Duitstalige Gemeenschap (samenstelling 2004-2009)